# Lonely Planet (cântec)
Lonely Planet este o piesă ce va reprezenta Armenia la Concursul Muzical Eurovision 2013. Piesa este cântată de Dorians.